# Bambi-Effekt
Der Bambi-Effekt, auch Bambi-Faktor bezeichnet die Ablehnung des Tötens und des Verzehrs von Tieren, die in Folge des Kindchenschemas gemeinhin als „süß“ oder „niedlich“ angesehen werden.

## Infantilisierung der Natur
Der Bambi-Effekt basiert meist auf dem Kindchenschema, dessen Erscheinungsbild zum Beispiel von großen Augen und Stupsnasen geprägt ist. Hierzu gehören Tiere wie das Reh, die Robbe oder das Kaninchen. Tiere, die diesem Schema nicht entsprechen, zum Beispiel Schnecken, Hyänen oder Haie, werden, wenn sie von den gleichen Vorgängen bedroht sind, weniger von der Öffentlichkeit beachtet. Aus dem durchaus natürlichen Beschützerinstinkt, dem Bambi-Effekt, wird aber zu leicht eine komplex verzerrte, für die Natur womöglich auch bedrohliche infantile Naturwahrnehmung – oder das Bambi-Syndrom.

## Teddy Bear
Neben seinem politischen Schaffen prägte der US-Präsident Theodore Roosevelt auch bis in die heutige Zeit die internationalen Kinderstuben: Der Teddybär wurde nach ihm benannt. Während eines tagelang erfolglosen Jagdtrips in Mississippi, bei dem sich Roosevelt vorgenommen hatte, einen Bären zu schießen, ließ sich keiner blicken; als dann einer seiner Jagdhelfer doch auf einen eher kleinen Bären stieß (235 Pfund, etwas mehr als zwei Zentner), band er diesen an einen Baum und gab ihn Roosevelt zum Abschuss frei. Der „Teddy“ Roosevelt allerdings weigerte sich, derart zu einer Jagdbeute zu kommen, und verzichtete auf den Abschuss und der Jungbär wurde dann von einem seiner Helfer mit einem Messer getötet.

## Knut und Bruno
Der Berliner Zoo-Eisbär Knut (2006–2011) verzauberte als handzahmes Jungtier die Zuschauer. Das führte gar zu einer weltweiten Medienaufmerksamkeit. Im Jahr von Knuts Geburt wurde der junge Braunbär Bruno (2004–2006), welcher als Wildtier aus Trentino über Österreich nach Bayern eingewandert war, zum unerwünschten und bedrohlichen Problembären erklärt und schließlich mit behördlicher Genehmigung am 26. Juni abgeschossen, 171 Jahre nach dem letzten Bärenabschuss in Deutschland im Jahre 1835.

## PR und Werbung
Der Bambi-Effekt ist eines der von der PR-Industrie häufig ausgenutzten menschlichen Reaktionsmuster. So verkaufen sich bestimmte Produkte besser, wenn sie mit Bildern von Rehkitzen, Welpen, Kätzchen und ganz allgemein von pelzigen jungen Tieren beworben werden. Große Einkaufsketten verzichten mit Blick auf diesen Effekt aus Imagegründen auf den Verkauf von Pelzen.

## Bambi-Effekt in den Showmedien
- Als vorrangiger Auslöser wird unter anderem der Film Bambi angesehen.
- „Who killed Bambi?“, als Songtitel von den Sex Pistols erstmals eingeführt, hat sich zum vielfach gebrauchten Schlagwort entwickelt, mit dem auf den Effekt angespielt wird. Der Titel wird inzwischen auch 2003 (Regie: Gilles Marchand) für einen Erotikthriller (Wer tötete Bambi?) und eine 2004 gegründete Punkrock-Band verwendet.
- Der Ausspruch „I killed Bambi and I’ll fuck Flipper“ wird dem Punkrocker GG Allin zugeschrieben.
- Eine Rehkitzfigur wird alljährlich als „Bambi – Medien- und Fernsehpreis“ verliehen.

## In der Literatur
In ihrem Ferkelbuch benutzen die Autoren Michael Schmidt-Salomon und Helge Nyncke bewusst das kleine „süße“ Schwein für die kritische Hinterfragung von Religion. Der Wal Moby Dick und der Marlin aus Der alte Mann und das Meer waren bedrohlich groß und gefährlich, damit sie die Gefahr auch wirklich repräsentieren, die lange Nase des Marlins hat nur wenig Ähnlichkeit mit dem Bambi.

## Im Film
In der Filmkomödie Mäusejagd ist die kleine Maus kein Schädling oder Parasit, sondern ein intelligenter Sympathieträger und natürlich auch schließlich der Sieger am versöhnlichen Happy End der dramatischen Geschichte.
In dem Trickfilm Ratatouille aus dem Jahr 2007 wird gerade die Diskrepanz zwischen der üblen und allgemein verabscheuten Kanalratte und der extraordinären genialen und sensiblen Küchen-Ratte als Held, Menschenfreund und Helfer thematisiert. Ratten sind einerseits immer noch als Schädlinge, Plage und Gefahr gefürchtet, gleichzeitig werden aber Ratten als Haus- und Kuscheltiere, als Körperratten gehätschelt und geschützt. Und wegen ihrer Sensibilität werden Ratten auch immer öfter als Helfer ausgesucht, etwa zum Sprengstoff- und Minensuchen.
Der Weiße Hai musste schon aus filmischen Gründen noch sehr groß und bedrohlich sein, inzwischen werden selbst Haie in Filmen als schützenswerte Streicheltiere präsentiert.
Der Orca (Schwertwal oder auch „Killerwal“) verdankt seiner Popularität nicht zuletzt dem Film Free Willy – Teil 1, 2 und 3; die kostspielige Auswilderungsaktion seines Filmdarstellers, des Keiko aus dem Vergnügungspark Reino Aventura in Mexiko-Stadt, hat die Medien weltweit beschäftigt.